# Киевская (станция метро, Арбатско-Покровская линия)
«Ки́евская» — станция Московского метрополитена на Арбатско-Покровской линии. Связана пересадками с двумя одноимёнными станциями, одна из которых располагается на Филёвской линии, другая — на Кольцевой. Расположена в районе Дорогомилово (ЗАО); названа по Киевскому вокзалу. Открыта 5 апреля 1953 года в составе участка «Площадь Революции» — «Киевская». Пилонная трёхсводчатая станция глубокого заложения с одной островной платформой. Станция являлась конечной на протяжении полувека — с 1953 по 2003 год.

## История
Станция открыта 5 апреля 1953 года в составе участка «Площадь Революции» — «Киевская», после открытия которого (и одновременного закрытия участка «Калининская» — «Киевская») в Московском метрополитене стало 38 станций.

## Вестибюли и пересадки
Станция имеет пересадки на одноимённые станции Кольцевой линии и Филёвской линии. На станции один вестибюль, совмещённый со станцией Кольцевой линии и находящийся в здании Киевского вокзала. Для выхода в город служат лестницы слева от глухого западного торца станции. Переход на станцию Филёвской линии осуществляется через тот же вестибюль. Напротив лестниц перехода на Филёвскую линию находятся закрытые в данный момент лестницы, которые, предположительно, ведут к заделу под дополнительный выход. Переход на Кольцевую линию осуществляется как через совмещённый вестибюль, так и по эскалаторному наклону в восточном торце станции. Лестницы в центре зала служат для спуска пассажиров из вестибюля на станцию.

## Архитектура и оформление
Пилонная трёхсводчатая станция глубокого заложения. Сооружена по типовому проекту. Диаметр центрального зала — 9,5 метра, боковых залов — 8,5 метра.
Оформление посвящено Советской Украине и теме воссоединения Украины с Россией. Станция украшена большим количеством живописных полотен. Архитектурная целостность станции достигается применением светло-серого мрамора «коелга» для отделки пилонов как центрального зала, так и боковых нефов, а также путевых стен. Пилоны дополнительно украшены цветным керамическим карнизом; керамический фриз, антаблементом венчающий пилоны, декорирован украинскими орнаментальными мотивами с элементами классики. Пол, выстланный серым янцевским гранитом, подчёркивает ощущение сдержанной целостности, по периметру пилонов вместо гранита используется и мрамор «салиети», благодаря чему усиливается ритм пилонов. Освещение — люстры авторского исполнения из гранённого хрусталя с лампами накаливания, впоследствии неоднократно применявшиеся на других станциях (например, на старой станции «Первомайская» (в депо «Измайлово») и на «ВДНХ»).
| - Зал станции - Мозаичное панно западного торца станции - Посадочная платформа - Выход и переход на Филёвскую линию - Люстра |

### Фрески
На своде над пилонами в лепных медальонах размещены 24 фрески, изображающие трудящихся Советской Украины. Со стороны платформ также размещены фрески, преимущественно с изображениями фантастических растений. В западном торце станции находится крупное панно, изображающее народные гуляния на праздновании 300-летия воссоединения Украины с Россией. Авторы живописных произведений — большой творческий коллектив художников: В. А. Коновалов, В. Н. Аракелов, П. М. Михайлов, Л. А. Карнаухов, Т. В. Коновалова, А. К. Ширяева, К. П. Аксёнов, И. В. Радоман, Г. И. Опрышко.
Панно «Народные гуляния в Киеве», расположенное в западном торце станции, почти полностью (около 10 м²) обрушилось утром 2 октября 2010 года, в результате протечки грунтовых вод. Реставрация проводилась с 2012 года художниками-реставраторами ООО «Творческие мастерские „Китеж“» М. Симагиным и В. Ивановым. Восстановление фрески заняло почти три года, официальная церемония её открытия состоялась 22 августа 2013 года, хотя к тому времени она уже некоторое время была открыта для обзора. При восстановлении росписи были использованы краски на стеклянной основе, которые обычно применяются при художественной отделке фасадов. Отличия от панно образца 2010 года объясняются Мосгорнаследием тем, что реставрация производилась по фотографии из архивов музея имени Щусева, запечатлевшей оригинальный вид панно, изменившийся при предыдущих реставрациях. Несмотря на то, что воссоздание данной работы было задекларировано «в первоначальном виде», на изображении красного знамени с овальным портретом, присутствующего на панно, был воспроизведён профиль не Сталина, а Ленина.
После инцидента с обрушением панно было принято решение о реставрации всех фресок на станции, к работам приступили в 2014 году. В ходе реставрации также был восстановлен оригинальный облик фресок образца 1954 года, что вызвало критику, связанную с изменением ряда деталей, привычных по фрескам до начала их восстановления. Данные изменения в первоначальный вид фресок были внесены в ходе предшествующих реставраций. На фреске с изображением студентов на книгу, которую держит в руках девушка, в ходе реконструкции была возвращена надпись «I. СТАЛIН».

#### Фотографии декабря 2022 года
|  |

## Станция в цифрах
Глубина залегания станции составляет 38 метров. Высота над уровнем моря — 89 метров. Пикет ПК38+32. Ежедневный пассажиропоток по вестибюлям составляет 75 270 человек, на Кольцевую линию — 30 900 человек, на Филёвскую линию — 40 300 человек.
- Таблица времени прохождения первого поезда через станцию[9]:

| По чётным числам                | Будние дни | Выходные дни |
| По нечётным числам              | Будние дни | Выходные дни |
| В сторону станции «Смоленская»  | 05:40:00   | 05:40:00     |
| В сторону станции «Смоленская»  | 05:40:00   | 05:40:00     |
| В сторону станции «Парк Победы» | 05:42:00   | 05:42:00     |
| В сторону станции «Парк Победы» | 05:40:00   | 05:40:00     |

## Путевое развитие
За станцией расположены оборотные тупики, использовавшиеся для оборота составов, когда станция была конечной. В настоящее время, после продления линии в Митино, оборот составов за «Киевской» производится редко (в основном в случае экстренных нештатных ситуаций). Также тупики используются для ночного отстоя. Ранее они использовались для технического обслуживания поездов, в настоящее время всё это производится в оборотных тупиках за станциями «Молодёжная» и «Строгино». Однако эти тупики активно использовались 15—16 августа 2009 года, когда участок от станции «Строгино» до станции «Киевская» был закрыт на реконструкцию по установке АЛС-АРС (участок «Кунцевская» — «Крылатское» был не оборудован АЛС-АРС), а также 15 июля 2014 года, когда не было движения поездов на участке от станции «Киевская» до станции «Молодёжная» в связи со случившейся самой аварией электропоезда на перегоне от станции «Парк Победы» в сторону станции «Славянский бульвар».

## Наземный общественный транспорт

### Городской
На этой станции можно пересесть на следующие маршруты городского пассажирского транспорта:
- Автобусы: м17, 91к, 119, 150, 157, 239, 240, 266, 297, 320, 394, 474, 791

### Областной
- 454:  Киевский вокзал —  Кутузовская —  Парк Победы —  Славянский бульвар — Одинцово (ЖК «Одинцовский парк»)
- 477:  Киевский вокзал —  Кутузовская —  Парк Победы —  Славянский бульвар — Власиха

## В массовой культуре
Станция появляется в романе Дмитрия Глуховского «Метро 2033» и упоминается в одноимённой игре.
— Киевская? Я про эту станцию нехорошие вещи слышал...Ульман, Metro 2033